# Heliconius hierax
Espèce
Heliconius hierax est un insecte lépidoptère appartenant à la famille des Nymphalidae, à la sous-famille des Heliconiinae et au genre Heliconius.

## Taxinomie
Heliconius hierax a été décrit par William Chapman Hewitson en 1869 sous le nom initial d' Holiconia hierax.

### Sous-espèces
- Heliconius hierax hierax; présent en Équateur.
- Heliconius hierax  leveri Attal, 1999; présent en Équateur.

## Description
Heliconius hierax  est un grand papillon marron d'une envergure de 65 mm à 70 mm, au corps fin et aux longues ailes antérieures allongées à l'apex arrondi et au bord interne légèrement concave.
Le dessus présente les aires basales des ailes antérieures et postérieures rouge orangé et aux ailes antérieure une flaque jaune pâle à bords irréguliers partant du milieu du bord costal.
Le revers, marron plus clair ne présente que la flaque jaune pâle aux ailes antérieures.

## Biologie

### Plantes hôtes
Les plantes hôtes de sa chenille sont des Passifloraceae.

## Écologie et distribution
Heliconius hierax  est présent en Équateur et en Colombie,.

### Biotope
Heliconius hierax  réside dans la forêt tropicale humide, entre 800 m et 1 900 m.

## Protection
Pas de statut de protection particulier.